# Coonhound

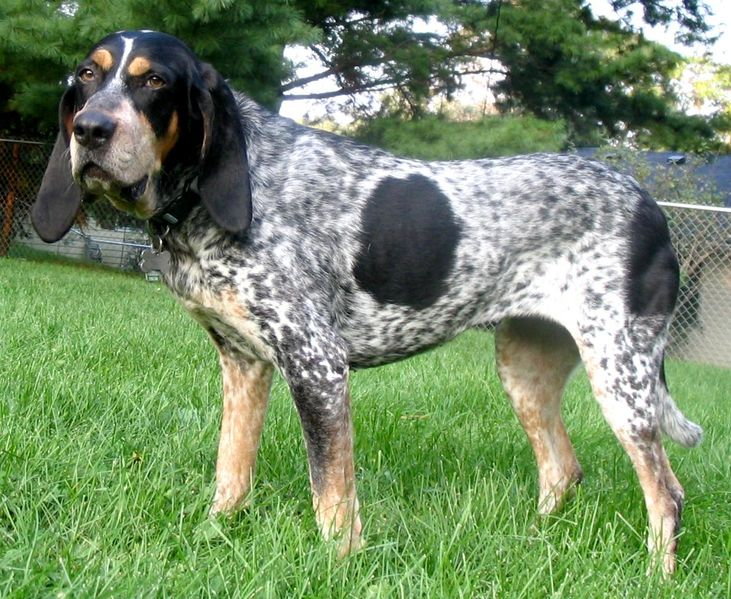
Bluetick Coonhound

Als Coonhound bezeichnet man mehrere in den USA entwickelte Hunderassen, die hauptsächlich für die Waschbärjagd eingesetzt werden (von engl. Raccoon oder kurz Coon für Waschbär). Die Hunde haben die Aufgabe, Waschbären aufzuspüren, sie spurlaut auf einen Baum zu jagen und dort zu verbellen. In manchen Gegenden gibt es sehr beliebte Wettbewerbe, wo die Hunde innerhalb einer bestimmten Zeit möglichst viele Waschbären auf die Bäume jagen müssen.
Zu den Coonhounds gehören unter anderem:
- Black and Tan Coonhound
- Bluetick Coonhound
- American English Coonhound (syn. Redtick Coonhound)
- Redbone Coonhound
- Treeing Walker Coonhound
- Plott Hound